# Vliegtuigramp bij Casablanca
Op 18 mei 1958 vond er een vliegtuigramp bij Casablanca plaats met een Douglas DC-7 van de Belgische luchtvaartmaatschappij Sabena. Omwille van een probleem met een motor werd er na de tussenlanding in Lissabon beslist om een landing uit te voeren op de luchthaven van de Marokkaanse stad Casablanca. Bij deze landing liep het verkeerd af. In de crash verloren 61 inzittenden het leven. Vier passagiers overleefden de crash.

## De crash
Het vliegtuig met vliegtuigregistratie "OO-SFA" vertrok op 17 mei om 20 uur 50 minuten vanaf de luchthaven van Melsbroek. Het vliegtuig voerde een lijnvlucht uit van Melsbroek naar Leopoldstad, Belgisch-Congo met een voorziene tussenlanding op de luchthaven van Lissabon, Portugal. Aan boord waren 56 passagiers en 9 bemanningsleden.
Na de tussenlanding in Lissabon traden er tijdens het tweede deel van de vlucht technische problemen op met een van de motoren. De crew besloot uit te wijken naar Casablanca. Op de luchthaven van Cazes kreeg het vliegtuig toestemming om te landen.
De landing op 18 mei 1958, ingezet rond 6 uur ‘s morgens liep verkeerd af. Het vliegtuig kwam terecht tegen een loods naast de landingsbaan. Tijdens de brand die er op volgde konden vier passagiers te ontsnappen via een nooddeur aan de achterzijde van het vliegtuig. Negen bemanningsleden en 52 passagiers overleefden de ramp niet.

## Oorzaak
Tijdens de landing ging de piloot ervan uit dat het vliegtuig te ver op de landingsbaan terecht zou komen. Daarom besloot de gezagvoerder om een doorstart te maken. De doorstart werd echter onjuist uitgevoerd waardoor het vliegtuig in een overtrek terecht kwam en tegen een loods naast de landingsbaan verongelukte.